# 金字塔峰
72°16′S 165°35′E / 72.267°S 165.583°E
金字塔峰（英語：Pyramid Peak）是南極洲的山峰，位於維多利亞地的彭內爾海岸，屬於德斯蒂內申冰原島峰的一部分，處於斯芬克斯峰以北1.6公里，海拔高度2,565米，由新西蘭探險隊命名，現時由南極條約體系管理。